# PP-groep
PP-Groep (Porgel en Porulan) was een verzetsgroep die tijdens de Tweede Wereldoorlog vooral actief was in Amsterdam en Alkmaar.

## Ontstaan
De oprichters van de PP-groep waren Bob van Amerongen en Jan Hemelrijk, die in 1943 samen leiding gingen geven aan een groep mensen die gespecialiseerd was in het helpen van Joodse onderduikers. Beide mannen hadden een Joodse vader en een niet-Joodse moeder. Jan had vanaf begin 1942 al onderduikers samen met zijn vrouw Aleid Brandes, terwijl Bob onderduikadressen zocht voor zijn Joodse familie. Ze kwamen elkaar tegen in het voorjaar van 1943 op het centraal station van Amsterdam. Bob wist van Jan zijn vervalsingsactiviteiten en wilde advies voor het maken van goede persoonsbewijzen. Ze besloten om samen te gaan werken, en deze samenwerking zou blijven bestaan tot aan het einde van de oorlog.
De naam Porgel en Porulan werd pas in 1944 door Jan Hemelrijk bedacht, toen bij de oprichting van de Vrije Groepen Amsterdam (VGA) iedere groep een schuilnaam moest kiezen. De inspiratie voor deze naam kwam van het nonsensgedicht 'De Blauwbilgorgel' (1943) van C. Buddingh. In dat gedicht is de Blauwbilgorgel een kruising tussen een 'porgel' en een 'porulan', zoals ook de oprichters gemengde ouders hadden.
De groep kreeg steeds meer werk naarmate de oorlog vorderde. Er kwamen daardoor steeds meer leden bij, afkomstig uit de eigen kringen. De meeste leden hadden een Joodse achtergrond, zoals binnenhuisarchitect Ab Stuiver en acteur Rob de Vries, maar er waren ook niet-Joodse leden, zoals de kunstenaar Frans Meijers, de slaviste Tini Israël en haar vriend Karel van het Reve. Aan het eind van de oorlog was de PP-groep uitgegroeid tot een hechte organisatie met 19 kernleden, grotendeels oud-leerlingen van het Murmellius Gymnasium te Alkmaar, waar Jan en Bob op school hadden gezeten, en het Vossius Gymnasium te Amsterdam.

## Tijdens de oorlog
Door de bouw van de Atlantikwall begin 1943 moesten veel onderduikers geëvacueerd worden. Jan Hemelrijk en Eberhard Rebling tekenden daarop een huurcontract van het zogenaamde 'Hoge Nest', een groot afgelegen huis in een woest duingebied op de grens van Huizen en Naarden. Hier kwamen een aantal Joodse families te wonen, in wisselende samenstellingen. In het huis zaten altijd minimaal 17 mensen, maar vaak ook meer dan 20. Uniek aan het Hoge Nest was dat het een grote groep onafhankelijke onderduikers waren, die niet bij een onderduikgever inwoonden, zoals gebruikelijk was voor andere onderduikers. Op 10 juli 1944 werd het huis ontdekt door de Sicherheitsdienst en alle aanwezige bewoners werden gearresteerd. 10 van de bewoners van het Hoge Nest overleefden de oorlog.
Behalve in Amsterdam ontstond ook in Alkmaar een afdeling van de PP-groep, maar de sfeer in Alkmaar was heel anders dan in Amsterdam, omdat de oorlog in Alkmaar veel minder aanwezig was. Zeker vanaf het moment dat de Alkmaarse Joden verplicht naar Amsterdam verhuisden en uit het zicht verdwenen in Alkmaar. De communicatie tussen de afdelingen verliep slechts via enkele personen. De Alkmaarse afdeling hield zich voornamelijk bezig met het zogenaamde 'rondzetten' van persoonsbewijzen. Wie een nieuwe identiteit kreeg, moest ook in een of andere gemeente een nieuwe persoonskaart krijgen voor het geval de persoon in kwestie werd aangehouden en men de persoonsbewijzen zou controleren. Ambtenaren van gemeentes moesten overgehaald worden om met die kaarten te gaan knoeien.
De PP-groep had verschillende afdelingen met verschillende taken. Zo was er de documentenafdeling, die zich bezighield met verschillende legitimatie-en identiteitspapieren. De afdeling arbeidsbemiddeling, die zich bezighield met het voorkomen van dwangarbeid. De distributieafdeling, de financiële afdeling, en de afdeling natura, die de inkoop, opslag en transport van voedsel naar de onderduikers op zich nam. Jan had de leiding over de eerste drie afdelingen en Bob over de laatste twee. Bob hield zich voornamelijk bezig met de verzorgende kant van de onderduik, zoals met het leveren van bonkaarten en financiële bijstand. Ook hield hij zich bezig met de geestelijke verzorging. Zowel onderduikers als onderduikgevers werden gecontroleerd of alles nog goed ging.
Aanvankelijk kon de PP-groep zichzelf financieren, door geld vanuit eigen kring, giften en geld van onderduikers en onderduikgevers. Na verloop van tijd was dit niet meer voldoende, waarna Bob in contact kwam met Walraven van Hall, een Zaandamse effectenmakelaar en de centrale financiële figuur van de illegaliteit. Zijn organisatie NSF (Nationaal Steunfonds) financierde een groot deel van het Nederlandse verzet, en verstrekte geld aan onderduikers en andere gedupeerden van de oorlog. 
Vanaf september 1944 maakte de PP-groep deel uit van de Vrije Groepen Amsterdam (VGA), een federatie van een groot aantal Amsterdamse verzetsgroepen die vanaf het begin van de deportaties onafhankelijk van elkaar van start waren gegaan. De PP-groep was hierbij een van de grootste groepen, en Jan Hemelrijk werd een van de leiders van de VGA.
Na dolle dinsdag ging de PP-groep zich ook richten op de voedselvoorziening in Amsterdam. De hongerwinter stond voor de deur en verschillende verzetsgroepen besloten de handen ineen te slaan. De VGA en de PP-groep werkten hierbij samen met Max Euwe, die de directeur was van de kruideniersfirma Van Amerongen (VANA). Dit was een van de grootste levensmiddelenbedrijven van Amsterdam, met tientallen vestigingen. Euwe had vrachtwagens tot zijn beschikking om in te zetten, maar miste hiervoor nog wel een Fahrbefehl. De PP-groep kon deze documenten verzorgen. Er ontstond een goede samenwerking. De goederen kwamen vanuit Gelderland, Friesland en Noord-Holland  naar Amsterdam en gingen naar de onderduikers van de PP-groep en de VGA. Zieke onderduikers kregen extra levensmiddelen. Om de grote kosten van deze transporten te financieren werd er samengewerkt met de HOA (Hulporganisatie Amsterdam)

## Na de oorlog
Na de bevrijding nam de PP-groep nog deel aan het opsporen van collaborateurs die vervolgens gevangen gezet werden. Verder hield de groep zich nog bezig met het opvangen van de onderduikers van de VGA. Hun leven moest weer op de rails gezet worden. Ook boden ze hulp en steun aan de illegale werkers van de VGA, met name degenen die geen Nederlandse nationaliteit hadden.